# Бондар Левко
Левко Бондар (15 лютого 1956, Бердичів — 26 березня 2022, Івано-Франківськ
) — український музикант, бард, виконавець, композитор, автор текстів, засновник гурту Бункер Йо. 

## Життєпис
Народився 15 лютого 1956 року в Бердичеві. 
У 1967 переїхав з батьками до Івано-Франківська. Закінчив школу № 5. Навчався в Івано-Франківському інституті нафти і газу, однак зилишив навчання. Закінчив художньо-графічний факультет Івано-Франківського педінституту у 1986 році. 
Працював учителем малювання в школі № 15, керівником художньої дитячої школи в Івано-Франківську. 
З 1989 займається музикою. Виступав в складі  колективу «Приспів» (скорочення від «Прикарпатські співці») разом зі Тризубим Стасом.
Організатор гурту «Бункер Йо», в складі якого виступав і здобував нагороди на фестивалях «Оберіг» у Луцьку (1991, 92, 93) та інших. Гастролював за кордоном. 
На фестивалі «Червона рута»-1991 (Запоріжжя) гурт «Бункер Йо» здобув 3-є місце.
Як художник був учасником виставок у Івано-Франківську, в заповіднику "Давній Галич" с. Крилос, у Кракові (Польща), брав участь у пленерах в Болгарії, Угорщині, у Криму (Семеїз), на Закарпатті (Хустський замок), на скелях Довбуша (м. Болехів).
Директор та звукорежисер Івано-Франківської студії звукозапису "На Майдані".
Помер 26 березня 2022 року в Івано-Франківську.

## Хіти
- «Станіслав»[3]. (Пісня довший час перебувала в хіт-параді Територія А).
- «Капелюх»[4]
- «Цьоця у Занзібарі»
- «Явдоха»[5]